# Louis-Antoine de Noailles

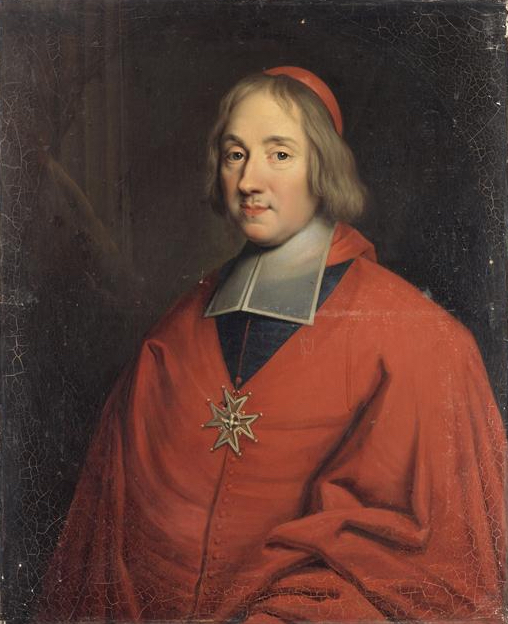
Louis-Antoine de Noailles, portret door Hyacinthe Rigaud.

Louis-Antoine de Noailles (Cros-de-Montvert, 27 mei 1651 - Parijs, 4 mei 1729) was een Frans kardinaal en van 1679 tot 1680 bisschop van Cahors, van 1680 tot 1695 bisschop van Châlons en van 1695 tot aan zijn dood aartsbisschop van Parijs. Hij behoorde tot het adellijke geslacht De Noailles.

## Levensloop
Louis-Antoine de Noailles, zoon van Anne de Noailles en diens echtgenote Louise Boyer, stamde uit een invloedrijke en machtige familie. Zijn vader werd kapitein-generaal van het na de Vrede van de Pyreneeën in 1659 door Frankrijk bemachtigde Roussillon en pair van Frankrijk. Noailles ontving in 1675 de priesterwijding en behaalde in 1676 een diploma in de theologie aan de Sorbonne.
In 1679 werd hij door koning Lodewijk XIV tot bisschop van Cahors benoemd. Op 18 juni 1679 werd hij vervolgens door aartsbisschop van Parijs François Harlay de Champvallon in de Parijse kerk Saint-Antoine des Champs tot bisschop gewijd. Reeds in 1680 werd hij door paus Innocentius XI overgeplaatst naar het aartsbisdom Châlons en op 16 augustus 1695 benoemde Lodewijk XIV hem tot aartsbisschop van Parijs en hertog van Saint-Cloud, niet in het minst omdat hij de broer was van maarschalk Anne-Jules de Noailles. In 1700 benoemde paus Innocentius XI hem tot kardinaal, met de basiliek San Sisto Vecchio als titelkerk.
Noailles nam nogal liberale kerkelijke standpunten in. Toen hij de jansenitische theoloog Pasquier Quesnel bescherming bood en deelnam aan de opstelling van de nieuwe editie van het Nieuwe Testament, kwam hij in conflict met de jezuïeten. Niettemin was zijn houding tegenover het jansenisme niet eenduidig: enerzijds werd hem verweten dat hij te nauw met hen verbonden was, anderzijds veroordeelde hij openlijk hun eisen. Ook zijn houding tegenover de bul Unigenitus, die in 1713 door paus Clemens XI werd uitgevaardigd en waarin het jansenisme werd veroordeeld, is dubbelzinnig te noemen. Tot in 1728 verzette hij zich tegen de bul, om kort voor zijn dood van mening te veranderen.
Noailles gedroeg zich als een overtuigd moralist toen hij eind maart 1719 pal achter de pastoor van de Église Saint-Sulpice stond, die weigerde de sacramenten toe te dienen aan de dochter van Filips van Orléans (1674-1723), Marie Louise Elisabeth van Orléans, hertogin van Berry, die in levensgevaar verkeerde tijdens haar bevalling van een onwettig kind in het Palais du Luxembourg. Ondanks alle smeekbeden van de Regent, weigerde Noailles categorisch om de beslissing van de pastoor ongedaan te maken.
Hoewel Noailles een studievriend van François Fénelon was, behoorde hij tot de bisschoppen die Fénelons Maximes des Saintes veroordeelden en hierdoor diens theologische carrière fnuikten. Ook wordt gezegd dat hij geld voor hongerlijdenden inzamelde en een groot deel van zijn erfenis aan de redecoratie van de Notre-Dame van Parijs uitgaf.
Hij overleed in mei 1729 op 77-jarige leeftijd.
- Bibliothèque nationale de France: cb12205548c (data)
- Biografisch Portaal: 48182094
- Catàleg d'autoritats de noms i títols de Catalunya: 981058516880306706
- Gemeinsame Normdatei: 117035297
- International Standard Name Identifier: 0000 0001 2117 2889
- Library of Congress Control Number: n84133180
- Nationale Bibliotheek van Tsjechië: ola2007365031
- Nationale Bibliotheek van Israël: 987007341889205171
- Nationale Bibliotheek van Polen: a0000003402866
- Nederlandse Thesaurus van Auteursnamen: 070203288
- Istituto Centrale per il Catalogo Unico: BVEV066663
- LIBRIS: 395407
- SNAC: w6hb0gkb
- Système universitaire de documentation: 030690137
- Virtual International Authority File: 58957
- WorldCat: E39PBJyCHQVJkqBYGH7PDVyw4q